# Матроним
Матро́ним (метро́ним < др.-греч. μητρωνῠμικόν ‛названный в честь матери’; матчество) — часть родового имени, которая присваивается ребёнку по имени матери.
Матроним, передаваемый от матери, является противоположностью отчества (патронима), передаваемого от отца, а также текнонима, основанного на имени ребёнка.

## Матронимия в разных культурах
В скандинавских странах второе имя по матери составлялось путём добавления к материнскому имени суффикса -son (сын) для мальчиков и -dotter (дочь) для девочек.
Показательным примером скандинавского матронима является Свен Эстридсен (король Дании в 1047—1074 годах), сын датской принцессы Эстрид Свенсдоттер (дочери Свена Вилобородого).
В Великобритании в настоящее время известны фамилии, образованные когда-то из матронимов, в частности Beaton, Hilliard, Megson.
На Руси матронимы обычно давались бастардам. Например, матроним имели князь Олег Настасьич и цесаревич Василий Маричинич (но последний был не бастардом, а сыном вдовы).
Русские фамилии, восходящие к матронимам, немногочисленны, но существуют, например: Татьянин, Екатеринин, Катин, Аннушкин, Еленин, Алёнин, Надеждин, Олесин, Анастасьев, Маринин, Матрёнин, Алинин, Галинин, Кирин и другие.
Существуют также украинские фамилии, образованные из матронимов, например, Катеринич, Хиврич, Маринич (от женских имён Катерина, Хивря, Марина), Иванишин (от женского прозвища Иваниха, Иванна).
В советское время встречались случаи образования отчеств от имени матери (см. Мюд Мариевич Мечев и Наталья Дойдаловна Ажикмаа).
От женских имён происходят следующие сербские фамилии: Маринич, Елич, Катич, Зорич, Недич, Надеждич, Миличич, Вишнич, Сарич, Анич, Любич, Марич, Синджелич и другие.
В Испании и других испаноязычных странах при рождении ребёнку присваиваются две фамилии (помимо одного или более имён): в роли первой выступает (первая) фамилия отца, а в роли второй — (первая) фамилия матери. Если фамилия отца является очень распространённой, то представители творческих профессий чаще используют свою вторую, то есть материнскую, фамилию как, например, Пабло (Руис) Пика́ссо, Федерико (Гарси́я) Лорка или Антонио (Доми́нгес) Бандерас. Современное законодательство Испании позволяет родителям выбирать порядок обеих фамилий у ребёнка при его рождении.
Фамилии, трансформировавшиеся из материнских имён, известны также у румын: Аиоаней (Aioanei), Абабей/Абабий (Ababei/Ababii), Акатриней (Acatrinei), Аилинкэй (Ailincăi). Здесь «а-» — это приставка, означающая принадлежность, соответствующая русскому суффиксу «-ин».
Матчества присутствовали и у семитских народов, например, у евреев. Фамилии, образованные от еврейских женских имён, распространены среди еврейских фамилий — Сорин (от Сорэ), Хайкин (от Хайке), Эстрин (от Эстер), Ривкин (от Ривке), Рохлин (от Рохл — Рахель), Лейкин (от Лейке), Дворкин, Дворкович (от Дворке — Дебора), Гитлин (от Гитл), Райкин (от Райке), Фейгин, Фейглин (от Фейге) и множество других.

## Правовой статус

### Российская Федерация
В современной России встречаются случаи, когда женщины, воспитывающие ребёнка без отца, дают ему вместо отчества матчество. Эта практика не признана законодательно, однако органы ЗАГС идут навстречу таким пожеланиям.. Некоторые женщины принимают решение сменить отчество уже во взрослом возрасте.
Философ Михаил Эпштейн в серии своих статей в журнале «Дар слова» предлагает матчествам придать официальный статус наряду с отчествами. По его мнению, матчества должны использоваться в случае, если имя отца неизвестно, если отец живёт в отдельности от матери и ребёнка или по желанию родителей, если семья полная.

### Кыргызская Республика
В 2023 году в Кыргызской Республике Конституционный суд вынес решение, допускающее возможность брать матроним гражданами страны по достижении совершеннолетия (18 лет). Данное решение было принято на фоне общественной кампании, которую вела писательница, художница и феминистская активистка Алтын Капалова. Однако позднее суд пересмотрел данное решение и запретил использовать матронимы.

### Украина
До 2014 года в Гражданском кодексе Украина существовала норма, согласно которой можно было самостоятельно изменить отчество, не имея на то особых причин. Однако впоследствии эту возможность отменили. 
Прецедент в Европейском суде и в украинском законодательстве было создан делом «Гарнага проти України», которое было инициировано адвокатом Наталией Юрьевной (при рождении Владимировной) Гарнагой (укр. Наталія Юріївна (Володимирівна) Гарнага). Когда ей было 12 лет, отец ушёл из семьи, и она 10 лет, с 2004 по 2014 год, боролась за право сменить отчество.Она прошла путь от районного суда до Европейского суда по правам человека, где дело рассматривалось 6 лет. В 45 лет она наконец получила новое свидетельство о рождении и паспорт.
В ноябре 2020 года в законодательстве произошли изменения, и с 1 января 2021 года украинцы могут самостоятельно выбирать отчество, начиная с 16 лет (с 14 лет с разрешения попечителя). Закон Украины «Про внесення змін до деяких законодавчих актів щодо права фізичної особи на зміну по батькові» скорректировал статью 149 Семейного кодекса «Зміна дитиною свого прізвища та (або) імені, та (або) по батькові». До этого была разрешена лишь смена фамилии, а смена отчества — только в случае, если отец изменил имя или сведения о нем отсутствуют в записи о рождении. Если один из родителей возражает против изменения отчества ребёнка, то спор можно разрешить через органы опеки и попечительства или в суде. При рассмотрении дела учитывается выполнение обязанностей родителей по отношению к ребёнку и другие важные обстоятельства, которые позволят оценить, соответствует ли изменение интересам ребёнка.